# Klaus Czeguhn
Klaus Czeguhn (* 15. Juli 1935 in Meiningen) ist ein deutscher Ingenieur und Manager. In den 1990er-Jahren war er Präsident des Vereins Deutscher Ingenieure (VDI).

## Leben
Klaus Czeguhn begann seine berufliche Laufbahn bei der Badischen Maschinenfabrik. 1969 wechselte er zur Mannesmann AG, wo er zunächst die Position des Leiters der Abteilung Technik und technische Akquisition bekleidete und später in den Vorstand wechselte.
1989 wurde Czeguhn als Schatzmeister in das Präsidium des Vereins Deutscher Ingenieure berufen. Von 1992 bis 1994 war er Präsident des VDI. Während seiner Amtszeit wurde das VDI-Denkmal in Alexisbad enthüllt. Die Fakultät Maschinenbau der Universität Dortmund verlieh ihm die Würde eines Doktoringenieurs ehrenhalber.